# Jan Józefczuk
Jan Józef Józefczuk (ur. 3 stycznia 1955 w Kodeni, zm. 25 czerwca 2019 w Nowej Dębie) – polski pediatra i gastroenterolog dziecięcy, dr hab. nauk medycznych, profesor nadzwyczajny Instytutu Pielęgniarstwa i Nauk o Zdrowiu Wydziału Medycznego Uniwersytetu Rzeszowskiego.

## Życiorys
Syn Ignacego i Stefanii. 24 stycznia 1996 obronił pracę doktorską Choroba trzewna w województwie tarnobrzeskim u dzieci urodzonych w latach 1985–1989, otrzymując doktorat, a 17 stycznia 2018 habilitował się na podstawie oceny dorobku naukowego i pracy zatytułowanej Mikroskopowe zapalenie jelita grubego z obecnością makrofagów piankowatych u dzieci.
Został zatrudniony na stanowisku profesora nadzwyczajnego w Instytucie Pielęgniarstwa i Nauk o Zdrowiu na Wydziale Medycznym Uniwersytetu Rzeszowskiego, oraz pełnił funkcję członka Towarzystwa Naukowego Sandomierskiego, Towarzystwa Pediatrycznego i Towarzystwa Magnezologicznego.
W 2012 otrzymał odznaczenie „Protektor Vitae” dla zasłużonych obrońców życia i zdrowia ludzkiego w diecezji sandomierskiej.

## Publikacje
- 2003: Patologia i klinika nowej formy zapalenia jelita grubego u dzieci[1]
- 2007: Antibody response to influenza vaccination in patients suffering from asthma[1]
- 2009: Występowanie celiakli w Polsce – badanie wieloośrodkowe[1]
- 2011: Diagnosis and Therapy of Microscopic Colitis with Presence of Foamy Macrophages in Children[1]